# Hughes (Arkansas)
Hughes est un village situé dans l’État américain de l'Arkansas, dans le comté de Saint Francis.